# Église Saint-Georges de Russac
L'église Saint-Georges de Russac est une église catholique située à Russac, sur le territoire de la commune de Castelnau-Montratier, en France. D'architecture romane de la fin du XIIe siècle, elle est inscrite aux monuments historiques.

## Localisation
L'église Saint-Georges est située dans le département français du Lot, à Castelnau-Montratier.

## Historique
L’église Saint-Georges de Russac est un petit édifice roman du XIIe siècle. Le portail roman a été remplacé par un portail en accolade vers 1500.
L'abside de l'église a été décorée de peintures murales au XVIIe siècle.
L'édifice est inscrit au titre des monuments historiques le 5 octobre 1925.
Un tableau de la Vierge à l'Enfant est référencer dans la base Palissy.

## Description
L'église est à nef unique se terminant par une abside semi-circulaire voûtée en cul-de-four précédée d'une travée de chœur.